# 安徽历史
安徽地域是汉族诞生的摇篮之一。
安徽于清朝康熙六年（公元1667年）始建省，省名取安庆府与徽州府名第一字为安徽。此为安徽名称的由来。安徽因历史上有古皖国和境内的皖山、皖河而简称“皖”，分屬漢地徐、揚二州地域。

## 商朝
商朝（前16世纪－前11世纪）的开国君主汤曾经短期定都在安徽北部的亳州，当时安徽生活着很多邦國或部落，是後世汉族分支之一。

## 春秋战国
春秋（前770年～476年）时，安徽各地分属于吴国(天长，马鞍山等地)，楚国(六安等地)，越国（宣城等地）、萧国（萧县等地）、桐国（安庆等地），宋国(阜阳等地)、蔡国（凤台，淮南等地）、徐国（泗县，宿州等地）等。
战国末期，前278年，楚国的郢都（今湖北荆州）被秦国攻占，于是迁都寿春（今安徽寿县）。前224年，楚国大将项燕被秦国的王翦60万大军击败，前223年，寿春陷落，楚国灭亡。

## 秦汉
前221年，秦国完成征服六国、统一天下的计划。安徽大部分地区属于九江郡（今安徽寿县），北端属于泗水郡和砀郡。
秦汉之际，项羽曾以西楚为国号，号称西楚霸王，但未正式称帝。 
西楚以今天江苏淮安楚州为中心，范围大概是今苏北与皖北;而最大城市彭城（今江苏徐州市）以东到海被称为东楚；楚国历史上的中心，江陵到寿春被称为南楚。项羽在今安徽固镇县的垓下之战中败给刘邦，自刎于乌江（今安徽和县）。打败项羽后，刘邦建立汉朝。
汉武帝时东瓯国举国迁到卢江郡（安徽西部的舒城地区）。
| 郡国   | 郡治（国都） | 县、侯国 |
| 九江郡 | 寿春县       | 寿春、成德、曲阳、当涂、阴陵、钟离、东城、合淝、浚遒、橐皋、阜陵、历阳、建阳、博乡 |
| 六安国 | 六县         | 六、安风、雩娄、阳泉、蓼、安丰（后三县位于今河南省境内） |
| 庐江郡 | 舒县         | 舒、临湖、襄安、枞阳、居巢、皖、湖陵、松兹、龙舒、灊、金兰、寻阳（后两县位于今湖北省境内） |
| 丹阳郡 | 宛陵县       | 宛陵、宣城、芜湖、石城、丹阳、春谷、泾、歙、黟、陵阳、秣陵、溧阳、胡孰、江乘、句容（此五县位于今江苏省境内）、故鄣、于潜（此两县位于今浙江省境内）                                                                                     |
| 沛郡   | 相县         | 相、萧、谯、城父、下蔡、平阿、龙亢、义成、向、谷阳、蕲、夏丘、符离、竹、郸、铚、山桑、谷阳、𧈬、建成、敬丘、建平、栗、祁乡、芒、酂（此七县位于今河南省境内）、丰、沛、广戚（此三县位于今江苏省境内）                                   |
| 梁国   | 睢阳县       | 睢阳、虞、蒙、已氏、砀、下邑、杼秋（仅下邑、杼秋位于今安徽省境内） |
| 汝南郡 | 平舆县       | 平舆、宜春、新蔡、期思、弋阳、新息、安阳、成阳、慎阳、安成、阳安、安昌、朗陵、灈阳、上蔡、吴房、西平、召陵、定陵、阳城、女阳、博阳、南顿、西华、长平、㶏强、项、宜禄、女阴、新阳、慎、富波、鲖阳、新郪、𥧲（仅后七县位于今安徽省境内） |

汉朝末年与魏晋南北朝时期，寿春成为军阀袁术的基地。袁术后来自称皇帝，但不久病死， 寿春归属军阀曹操（今安徽亳州人，三国中魏国的实际开创者）。
五胡十六国期间，从4世纪开始的几百年间，几支北方游牧民族在中国北方相继建立政权，南方则一直保持着汉人的王朝。安徽北部成为南北方对峙的前线，战火不断。383年在北方的前秦和南方的东晋之间展开的淝水之戰就是其中非常重要的一次战役。

## 隋唐
隋朝 (581年-618年)统一了漢地九州。经过短暂的混战，唐朝 (618年-907年)建立政权，并保持了一个多世纪的和平和统一。安史之乱中，安徽北部淮河地区遭受战火蹂躏。唐末875年王仙芝、黄巢起义， 从河南经今安徽和县渡长江入皖南，到福建、广东，后经安徽攻长安，天下大乱，藩镇割据，不久唐朝灭亡。
| 州   | 附郭县 | 县                                             |
| 歙州 | 歙县   | 休宁县 婺源县 黟县 北野县                      |
| 宣州 | 宣城县 | 泾县 南陵县 秋浦县 当涂县 绥安县 溧水县 溧阳县 |
| 舒州 | 怀宁县 | 同安县 太湖县 宿松县 望江县                    |
| 庐州 | 合肥县 | 舒城县 慎县 庐江县 巢县                        |
| 滁州 | 清流县 | 全椒县 永阳县                                  |
| 和州 | 历阳县 | 含山县 乌江县                                  |
| 寿州 | 寿春县 | 安丰县 霍邱县 盛唐县                           |
| 濠州 | 钟离县 | 定远县 招义县                                  |
| 颍州 | 汝阴县 | 颍上县 沈丘县 下蔡县                           |
| 亳州 | 谯县   | 山桑县 城父县 永城县 鹿邑县 真源县 酂县 临涣县 |

## 五代、杨吴、南唐
五代、杨吴、南唐都是晚唐藩镇割据的产物。其时今安徽省淮河以北大部分地区属五代，今皖南地区属杨吴和南唐。景福元年（892年），淮西（今属安徽）人杨行密在扬州建立吴国，937年徐州人李昇代杨吴自立，建立南唐，定都江宁。
太平興國元年（976年），宋朝大军攻入江宁，淮河以南最后一个阻碍宋朝统一的政权——南唐灭亡。安徽省全境进入了宋朝的疆界。

## 宋朝
北宋在今安徽省长江以南部分置江南东路，首府江宁府(今南京地区)；长江以北大部分属淮南西路和淮南东路。今萧县属于京东西路徐州。
北宋后期，北方的金朝崛起。建炎元年（1127年）以后，安徽北部的淮河再次成为南北对峙的前沿：北方的金和南方的南宋。淮南东路、西路淮河以南各州仍由南宋管辖，建制仍然保留，淮河以北各州属金朝南京路 (金朝)。
紹興十一年（1161年），金朝海陵王完颜亮出兵伐宋，在今安徽马鞍山采石大战失败。端平元年（1234年），金亡于蒙古帝国。德祐二年（1276年），蒙古人攻占南宋京城杭州。安徽全境归元朝。
| 州、军 | 附郭县 | 县                                      |
| 歙州   | 歙县   | 休宁县 婺源县 祁门县 黟县 绩溪县        |
| 宣州   | 宣城县 | 宁国县 泾县 太平县 旌德县 南陵县        |
| 池州   | 贵池县 | 青阳县 铜陵县 石埭县 建德县 东流县      |
| 太平州 | 当涂县 | 芜湖县 繁昌县                           |
| 舒州   | 怀宁县 | 桐城县 太湖县 宿松县 望江县             |
| 庐州   | 合肥县 | 舒城县 慎县                             |
| 滁州   | 清流县 | 全椒县 来安县                           |
| 和州   | 历阳县 | 含山县 乌江县                           |
| 寿州   | 下蔡县 | 寿春县 安丰县 霍邱县 六安县             |
| 濠州   | 钟离县 | 定远县                                  |
| 颍州   | 汝阴县 | 颍上县 沈丘县 万寿县                    |
| 亳州   | 谯县   | 蒙城县 城父县 永城县 鹿邑县 卫真县 酂县 |
| 宿州   | 符离县 | 蕲县 零璧县 临涣县 虹县                 |
| 广德军 | 广德县 | 建平县                                  |
| 无为军 | 无为县 | 庐江县 巢县                             |

## 元朝
13世纪，蒙古人用了68年時間征服漢地九州。元朝初期，安徽属江淮行省；后划江而治理，长江以南与苏南、浙江、福建同属江浙行省，长江以北与苏北、河南、湖北北部同属河南江北行省。

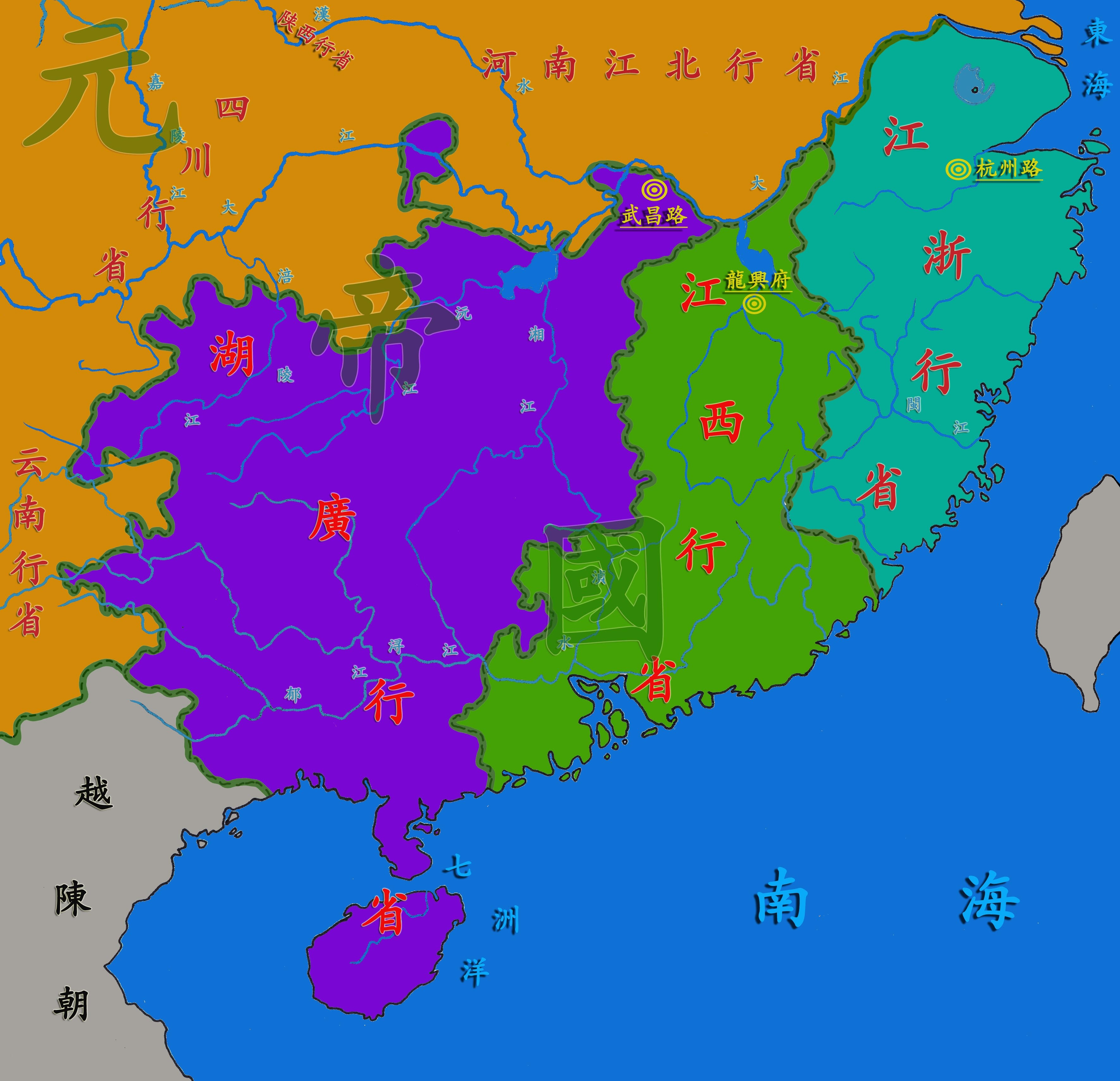
元 河南江北行省，江浙行省统治下的安徽

| 路     | 附郭县 | 州                                                   | 县 |
| 庐州路 | 合肥县 | 和州、无为州、六安州                                 | 合肥县、梁县、舒城县、庐江县、历阳县、乌江县、含山县、无为县、巢县、六安县、英山县（英山位于今湖北省境内）                                         |
| 安庆路 | 怀宁县 | /                                                    | 怀宁县、桐城县、望江县、太湖县、宿松县 |
| 安丰路 | 寿春县 | 濠州                                                 | 寿春县、安丰县、霍丘县、怀远县、下蔡县、蒙城县、定远县、钟离县                                                                                     |
| 太平路 | 当涂县 | /                                                    | 当涂县、芜湖县、繁昌县 |
| 宁国路 | 宣城县 | /                                                    | 宣城县、泾县、南陵县、太平县、旌德县、宁国县 |
| 广德路 | 广德县 | /                                                    | 广德县、建平县 |
| 池州路 | 贵池县 | /                                                    | 贵池县、铜陵县、青阳县、石埭县、东流县、建德县 |
| 徽州路 | 歙县   | 婺源州（位于今江西省境内）                           | 歙县、绩溪县、休宁县、黟县、祁门县 |
| 汝宁府 | 汝阳县 | 信阳州、光州、息州、颍州（仅颍州位于今安徽省境内）   | 汝阳县、新蔡县、真阳县、确山县、遂平县、西平县、上蔡县、信阳县、罗山县、定城县、光山县、固始县、沈丘县、太和县、颍上县（仅后三县位于今安徽省境内） |
| 归德府 | 睢阳县 | 徐州、邳州、亳州、宿州（亳州、宿州位于今安徽省境内） | 睢阳县、宁陵县、下邑县、鹿邑县、永城县、下邳县、睢宁县、宿迁县、灵璧县、谯县、城父县（仅后三县位于今安徽省境内）                                   |
| 淮安路 | 山阳县 | 泗州、海宁州、安东州                                 | 山阳县、清河县、桃园县、盐城县、沭阳县、朐山县、赣榆县、临淮县、盱眙县、天长县、虹县、五河县（仅后三县位于今安徽省境内）                           |
| 扬州路 | 江都县 | 泰州、通州、真州、滁州（仅滁州位于今安徽省境内）     | 江都县、扬子县、海陵县、泰兴县、静海县、如皋县、六合县、清流县、来安县、全椒县（仅后三县位于今安徽省境内）                                         |

## 明朝
洪武元年（1368年），明太祖朱元璋在南京建立明朝，收復漢地九州。由于定都南京，現今的江苏省和安徽省直屬中央六部管理，称为“直隶”。该区域跨长江和淮河南北，首次将经济和文化差异很大的广阔地区，包括今安徽北部朱元璋洪水频繁的家乡凤阳，今安徽南部多山的徽州，和今江苏南部以富裕著称的太湖流域，都划归同一个行政区管辖。
明太祖定凤阳为中都，一度考虑迁都于此，后来放弃这个计划，只建成陵墓和一部分城墙。明代在安徽境内共设有7个府，其中4个位于长江以南：徽州府、宁国府、太平府、池州府；2个位于长江北岸：安庆府、庐州府；而整个淮河流域只有凤阳府一府。长江南岸的芜湖縣在明朝发展成新兴的經濟中心。崇禎八年（1635年）李自成部攻陷凤阳，掘明朝皇室的祖坟，焚毁朱元璋曾经出家的“皇觉寺”。
| 府         | 附郭县 | 散州、厅                 | 县 |
| 安庆府     | 怀宁县 | /                        | 桐城县 潜山县 太湖县 宿松县 望江县                                                                       |
| 徽州府     | 歙县   | /                        | 休宁县 婺源县 祁门县 黟县 绩溪县                                                                         |
| 宁国府     | 宣城县 | /                        | 宁国县 泾县 太平县 旌德县 南陵县                                                                         |
| 池州府     | 贵池县 | /                        | 青阳县 铜陵县 石埭县 建德县 东流县                                                                       |
| 太平府     | 当涂县 | /                        | 芜湖县 繁昌县                                                                                            |
| 庐州府     | 合肥县 | 六安州 无为州            | 舒城县 庐江县 巢县 英山县 霍山县                                                                         |
| 凤阳府     | 凤阳县 | 颍州 泗州 亳州 寿州 宿州 | 临淮县 怀远县 定远县 凤台县 灵璧县 盱眙县 天长县（从扬州府划入） 五河县 虹县 颍上县 霍邱县 太和县 蒙城县 |
| 广德直隶州 | /      | /                        | 建平县                                                                                                   |
| 滁州直隶州 | /      | /                        | 全椒县 来安县                                                                                            |
| 和州直隶州 | /      | /                        | 含山县                                                                                                   |

## 清朝
順治二年（1645年），清軍攻占南京，将南直隶改为江南省，最初设一位江南布政使司（驻江宁府），以及三巡抚(江南巡抚、凤庐巡抚和操江巡抚)。根据康熙年间的《大清会典》，布政使为一省之长。因此江南布政使的到任，可以认为江南省成立。
顺治十八年，江南布政使分为左、右两位，分驻江宁府、苏州府。右布政使辖宁、镇、苏、松、常，左布政使辖余下地方。然这两位布政使仍冠以“江南”头衔，所以不可能认为江南分省。
康熙五年，江南右布政使增领扬州府、淮安府和徐州，左布政使则相应减少。因此左、右两布政使辖境已经和现在安徽、江苏两省十分接近。康熙六年，左、右布政使分别改为安徽布政使、江苏布政使（这是“安徽”、“江苏”这两个省名出现之始），依然分驻江宁府、苏州府，但江宁府本身属于江苏布政使辖境。此后，清代典籍里面“安徽”、“江苏”出现次数逐渐增加，但“江南省”字眼仍十分常见。康熙朝也并未有记载“分省”。所以这里的两个布政使辖境还只是两省的雏形罢了。另外，康熙二十九年，分定江南、浙江洋汛，嵊泗地域划归江南省江苏布政使司的崇明县。
乾隆二十五年，安徽布政使从江宁府前往安庆府。同时，江苏布政使一分为二——江宁布政使（驻江宁）和江苏布政使（驻苏州）。江苏省境内形成了一巡抚两布政的格局。不过，从清朝中期开始，巡抚逐步取代了布政使成为一省之长，所以江苏内部分两个布政的情况并不被认为是“分省”，毕竟名义上还有“江苏巡抚”统辖坐镇。至此江苏、安徽两省官僚体系完全定型，在清代文献中出现频率逐渐高过“江南”的频率，因而坐实了分省的事实。
晚清时期，太平天国定都南京，安徽南部是其主要粮食和军事基地，在曾国藩的湘军和陈玉成的太平军反复拉锯战中，安徽南部流失大部分人口，经济遭到嚴重打击，战后从河南、湖北居民移居皖南，文化习俗有所改变。同时期，捻军也发源于贫困而土匪横行的安徽北部。李鸿章在合肥附近招募淮军赴江浙作战。太平天国之后淮军成了清朝的一支重要力量。
| 府         | 附郭县 | 散州、厅  | 县                                 |
| 安庆府     | 怀宁县 | /         | 桐城县 潜山县 太湖县 宿松县 望江县 |
| 徽州府     | 歙县   | /         | 休宁县 婺源县 祁门县 黟县 绩溪县   |
| 宁国府     | 宣城县 | /         | 宁国县 泾县 太平县 旌德县 南陵县   |
| 池州府     | 贵池县 | /         | 青阳县 铜陵县 石埭县 建德县 东流县 |
| 太平府     | 当涂县 | /         | 芜湖县 繁昌县                      |
| 庐州府     | 合肥县 | 无为州    | 舒城县 庐江县 巢县                 |
| 凤阳府     | 凤阳县 | 寿州 宿州 | 怀远县 定远县 凤台县 灵璧县        |
| 颍州府     | 阜阳县 | 亳州      | 颍上县 霍邱县 涡阳县 太和县 蒙城县 |
| 广德直隶州 | /      | /         | 建平县                             |
| 滁州直隶州 | /      | /         | 全椒县 来安县                      |
| 和州直隶州 | /      | /         | 含山县                             |
| 六安直隶州 | /      | /         | 英山县 霍山县                      |
| 泗州直隶州 | /      | /         | 盱眙县 天长县 五河县               |

## 民國
民國元年（1912年）1月1日中华民国成立，安徽首任都督兼民政长是同盟会员柏文蔚。民國二年（1913年）7月二次革命，安徽宣佈独立，反对袁世凯。失败后柏文蔚流亡日本，袁世凯命倪嗣冲为安徽都督兼民政长。倪嗣冲都皖8年。民國九年（1920年）直皖战争皖系失败，9月倪被解职。张文生任安徽督军，许世英任省长。民國十一年（1922年）10月，马联甲任安徽督理军务。以后历任安徽地方最高长官的还有王普（倪嗣冲女婿）、王揖唐、吕调元、姜登选、陈调元。民國十四年（1926年），陈调元归顺北伐国民革命军。民國十六年（1927年）国共分裂之后，安徽西部的大别山区成为红军武装割据的地区之一。
民國二十六年（1937年），全面抗战爆发，安徽成了日军、汪精卫政权、国军和中国共产党的新四军势力交错的地方。1940年，在安徽南部的泾县，发生国共冲突的皖南事变。
民國三十四年（1945年）日本投降後，國民政府把安徽省會從安慶遷往合肥。民國三十七年至三十八年（1948年至1949年），安徽北部地方是國共內戰期間徐蚌會戰的主戰場。此役國軍被殲55萬人，中共控制了安徽省長江以北地區。民國三十八年（1949年）4月15日，中共成立皖北行署區，管轄其統治區。4月27日，國軍獨立團團長胡廣益聯合屯溪警保大隊長方師岳投靠中共。4月29日，共軍進駐屯溪。5月7日，中共成立皖南行署區，轄安徽江南地區。
1912年，津浦铁路全线通车，与淮河航线交汇处的蚌埠成为一个新兴城市。

## 中华人民共和国

### 1950年代
1949年中华人民共和国成立后，安徽一度以长江为界分为皖北和皖南2个行政公署（省级）。1952年又重新合并。省界有小幅的调整：徽州的婺源县划归江西，盱眙县和泗洪县划归江苏，作为交换，江苏徐州的萧县和砀山县划给了安徽。但这又使得天长县成为伸入江苏境内的一个锲子。

### 1960年代
在1959－1961年的三年大饥荒时期，安徽省的非正常死亡人口达到633万人，占灾前人口3446万人的18.37%，其比例居中国各省的第一位。
经历了“大跃进”和紧接着的“文化大革命”后，安徽的农村生产力遭到很大破坏，延续20多年的"大锅饭"使农民的生产积极性受到严重挫伤，也极大地束缚了农业生产力的发展。

### 1970年代
1978年，凤阳县小岗村是“包产到户”的实验区。

### 1980年代
1980年代，安徽中南部就以乡镇企业著称。但邓小平发展沿海改革开放政策，安徽失去了毛泽东论十大关系中的沿海省份的定位，被华东其他沿海省份远远抛在后面，成为中部经济区。

### 1990年代
1990年代开始，以上海为中心的长江三角洲地区得到重视，但是安徽东部地区一直没有能进入长三角经济区，只有黄山市以观察员的身份参与一些旅游方面的分工合作。
1991年5、6月間，中國共有18個省、自治區、直轄市發生水災，5個省、自治區發生嚴重旱災。災害最重、損失最大的是遭到洪水侵襲的安徽省和江蘇省。據當時初步統計，安徽省受災人口达4800多萬人、佔全省總人口近70％，因災死亡267人，農作物受災面積430多萬公頃，各項直接經濟損失金額將近人民幣70億元。

### 21世纪
中国实施中部崛起政策后，安徽经济有一定的提高。合肥市、马鞍山市、黄山市等安徽城市也陆续加盟长三角经济区。2010年1月12日，国务院批复《皖江城市带承接产业转移示范区规划》。